# 둔각
둔각(鈍角, 문화어: 무딘각, obtuse angle)은 직각보다 큰 각을 가리킨다.
90º = 직각 < 둔각 < 평각 = 180º

## 예
두 직선이 서로 한 직선상에서 일치하지 않는 한 교차되는 각은 서로 양쪽으로 2개씩의 각이 생겨 항상 4개가 나타나는데, 
이때 두 직선은 서로를 양분함으로써 다양한 각도의 사례를 보여준다.
A = 예각, B = 예각, C = 둔각, D = 둔각
A+D = 평각
D+B = 평각
B+C = 평각
C+A = 평각

## 같이 보기
- 내각과 외각
- 둔각삼각형